# Erophila gilgiana
Erophila gilgiana là một loài thực vật có hoa trong họ Cải. Loài này được (Muschl.) O.E.Schulz mô tả khoa học đầu tiên năm 1927.